# Amphibios 9
Amphibios 9 is een fictieve planeet in uit de Amerikaanse animatieserie Futurama van Matt Groening en David X. Cohen.
De planeet is vrijwel één groot moeras en jungle. De planeet zelf heeft net als de aarde maar een maan.

## Levensvormen
De planeet is in eerste instantie de thuiswereld van een ras van groene amfibieachtige wezens genaamd Amphibiosan. De bekendste Amphibiosan in de serie is luitenant Kif Kroker. Ook Glab, de vrouwelijke president van D.O.O.P., behoort tot dit ras.
Amphibiosan hebben geen skelet, maar blazen gevuld met vloeistof. Dit maakt hen erg flexibel. Ze kunnen zich voortplanten via een simpele aanraking, waarbij de een wat genetisch materiaal van de ander overneemt en dan zwanger wordt. Amphibiosankinderen zien er bij hun geboorte uit als kikkervisjess. Ze worden in een vijver of meer uitgezet. Na twintig jaar zijn ze uitgegroeid tot hun amfibievorm en kunnen dan ook buiten het water leven. Ze zijn dan nog wel kinderen die verder worden opgevoed door hun ouders. In de aflevering "Kif Gets Knocked Up A Notch" beviel Kif van een groot aantal kikkervisjes.
Andere levensvormen op Amphibios 9 zijn:
- Een groot aantal kleurrijke wezens die doen denken aan slangen.
- Een vliegende geleedpotige die lijkt op een meganeura, maar een snavel heeft zoals een roofvogel.
- Een wezen ter grootte van een olifant genaamd een "poisonous froad". Lijk op een pijlgifkikker.